# Michael Mann (Regisseur)

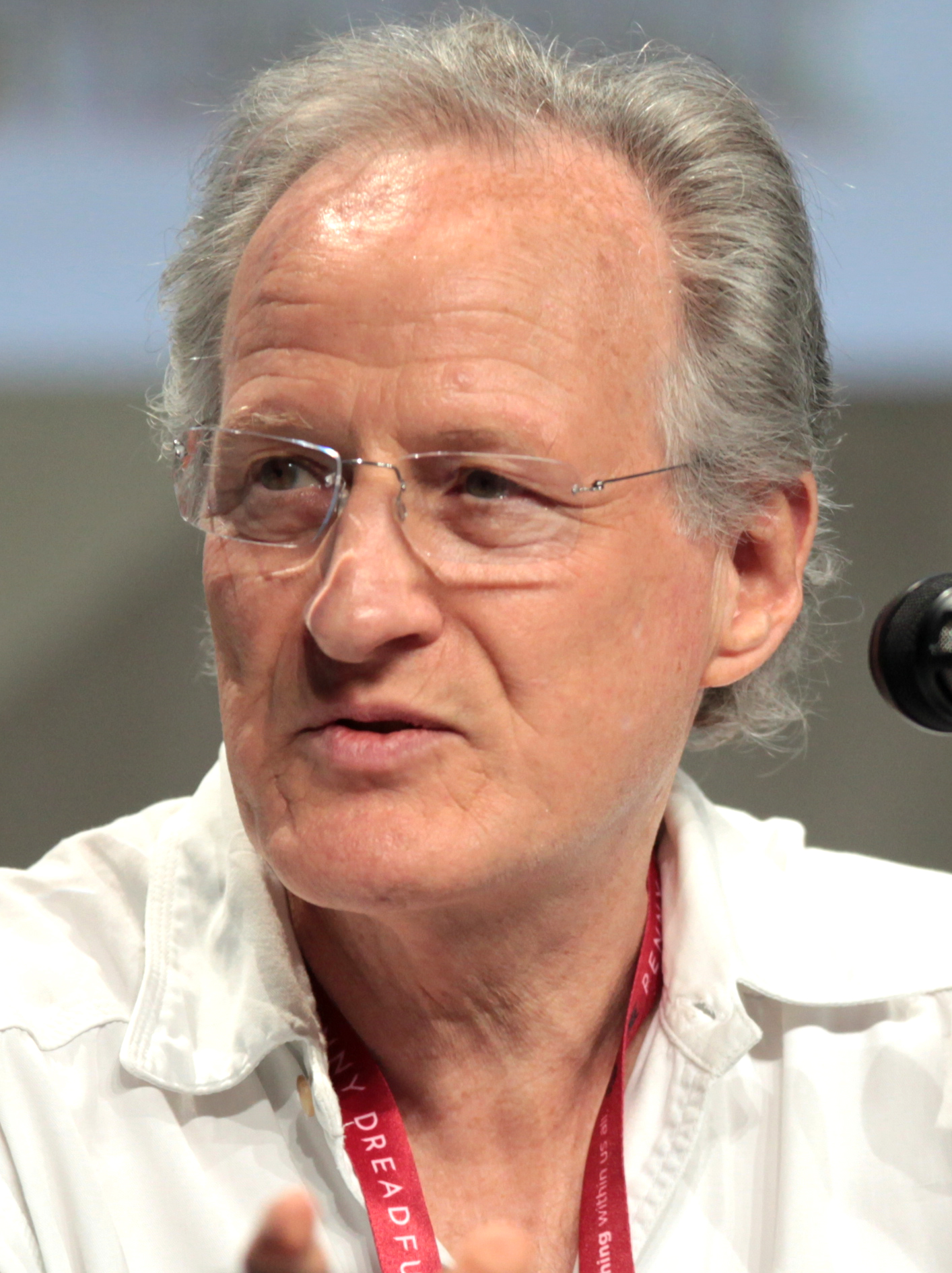
Michael Mann bei der San Diego Comic-Con International 2014

Michael Kenneth Mann (* 5. Februar 1943 in Chicago, Illinois) ist ein US-amerikanischer Regisseur, Produzent und Drehbuchautor. Er wird zu den wenigen Autorenfilmern des Hollywood-Kinos gezählt. Zu seinen bekanntesten Werken zählen die Filme Der letzte Mohikaner, Heat, Insider, Collateral, Ali, Miami Vice und Public Enemies.

## Leben
Michael Mann wurde 1943 in Humboldt Park, einem Arbeiterviertel von Chicago, geboren. Seine Eltern Esther und Jack Mann waren europäische Juden und besaßen ein Lebensmittelgeschäft im Stadtteil Budlong Woods.
Nach seinem Abschluss an der High School studierte er vier Jahre lang an der University of Wisconsin–Madison Englische Literatur. 1965 zog Mann nach London, um dort an der London Film School zu studieren. Er schloss das Studium nach zwei Jahren mit einem Diplom ab, kehrte danach in die Vereinigten Staaten zurück und begann seine Karriere als Autorenfilmer.
Michael Mann ist seit 1974 mit der Kunstmalerin Summer Mann verheiratet und hat vier Töchter. Seine Tochter Ami Canaan Mann arbeitet als Regisseurin und Produzentin ebenfalls im Filmgeschäft.
2012 fungierte er bei den 69. Internationalen Filmfestspielen von Venedig als Jury-Präsident.

## Werke
Nach dem Abschluss seines Studiums an der London Film School stellte Mann den kurzen Dokumentarfilm 17 Days Down the Line her, der aus Interviews von verschiedenen Landsleuten besteht, die sich über ihren Beruf definieren. 1970 drehte er den „kleinen abstrakten Kurzfilm“ (vgl. Current Biography, 1/1993) Jaunpuri. Danach arbeitete er als Drehbuchautor für Fernsehserien wie Starsky & Hutch, Police Story, Crime Story, Bronk und Vegas.
1979 drehte er mit dem Gefängnisdrama Ein Mann kämpft allein seinen ersten Spielfilm als Regisseur für das Fernsehen. 1981 wagte er schließlich den Sprung auf die Kinoleinwand. Der Einzelgänger, der von einem Einbrecher handelt, der aus einer Verbrecherorganisation aussteigen will, brachte ihm im selben Jahr bei den Filmfestspielen in Cannes eine Nominierung für die Goldene Palme ein. 1983 drehte Mann den Mystery- und Horrorfilm Die unheimliche Macht mit Jürgen Prochnow und Ian McKellen in den Hauptrollen, der kommerziell hinter den Erwartungen zurückblieb.
Dennoch ging es 1985 als ausführender Produzent mit der großen Erfolgsserie Miami Vice weiter, die 15 Emmy-Nominierungen erhielt, was damals ein absoluter Rekord war. Noch bevor die Serie 1989 auslief, begann Mann 1986 mit der Produktion der nächsten, stilistisch ähnlichen Fernsehserie, Crime Story, die auf den Erlebnissen des mit ihm befreundeten Ex-Polizisten Chuck Adamson basierte. Für diese Serie steuerte Mann auch einige Drehbücher bei.
Mit dem Thriller Blutmond drehte er 1986, basierend auf dem Roman Roter Drache von Thomas Harris, den ersten Teil der Hannibal-Lecter-Reihe. Auch dieser Film floppte; einem Budget von 15 Millionen US-Dollar standen nur Einnahmen von 10 Millionen US-Dollar gegenüber.
Sechs Jahre dauerte es, bis er wieder einen Versuch als Spielfilmregisseur unternahm – das Kriegsdrama Der letzte Mohikaner von 1992 erwies sich an den Kinokassen und bei Kritikern gleichermaßen als Erfolg. Manns Film gewann unter anderem einen Oscar für den besten Ton und zwei BAFTA Awards für die beste Kamera und das beste Make-up.
Angespornt durch diesen Erfolg verfilmte er danach das Drehbuch zum Fernsehserienpilotfilm Showdown in L.A. 1995 erneut als Heat mit Al Pacino und Robert De Niro in den Hauptrollen. Während der Film in den USA nur mäßig ankam, war sein Erfolg in Europa umso größer.
Mann widmete sich ab diesem Zeitpunkt vollständig der Regie von Kinofilmen und drehte 1999 seinen als Meisterwerk geltenden Film Insider mit Al Pacino und Russell Crowe in den Hauptrollen über einen Journalisten, der zusammen mit dem ehemaligen Manager eines Tabakkonzerns dunkle Machenschaften der Tabakindustrie aufdeckt. Der Film war im selben Jahr für insgesamt sieben Oscars nominiert (darunter für die beste Regie), ging bei der Verleihung aber leer aus.
Die Filmbiografie Ali (2001) über den Boxer Muhammad Ali (gespielt von Will Smith) teilte dieses Schicksal. Beide Filme floppten an den Kinokassen; Ali spielt bei einem Budget von 130 Millionen US-Dollar weltweit nur 90 Millionen US-Dollar ein, Insider bei einem Budget von 90 Millionen Dollar nur 60 Millionen Dollar.
Mann kehrte 2004 mit dem Actionthriller Collateral auf die Kinoleinwand zurück und landete damit einen großen Erfolg bei Kritikern und Zuschauern. Der mit Tom Cruise und Jamie Foxx besetzte Film spielte das Dreifache seiner Produktionskosten ein. Große Beachtung fand auch die Tatsache, dass Mann den Film bis auf wenige Szenen mit digitalen Kinokameras von Sony und Thomson auf HDCAM drehte. Diese Arbeitsweise behielt er auch für nachfolgende Filme bei. Ebenfalls 2004 produzierte er die Filmbiographie Aviator von Martin Scorsese, in der Leonardo DiCaprio die Rolle des amerikanischen Filmproduzenten und Flugzeugindustriellen Howard Hughes übernahm.
2006 eröffnete Mann mit Miami Vice, der Kinoversion der gleichnamigen Fernsehserie, das Filmfestival von Locarno. Die Hauptrollen in dem Film übernahmen Colin Farrell und Oscar-Preisträger Jamie Foxx.
2007 beabsichtigte Mann, einen in den 1930er Jahren spielenden Film noir zu drehen, in dem ein Detektiv die schmutzigen Geheimnisse von Hollywood-Schauspielern kaschiert. Das mit Leonardo DiCaprio in der Hauptrolle geplante Projekt scheiterte allerdings schon in der Vorproduktion, weil Mann ein Budget von 120 Millionen US-Dollar verlangte.
Am 17. März 2008 begann Mann mit der Produktion des Films Public Enemies. Der Film behandelt das Leben des Bankräubers John Dillinger (dargestellt von Johnny Depp) und des FBI-Agenten Melvin Purvis (Christian Bale), der die Bande zur Strecke bringt. Der Film wurde am 18. Juni 2009 in Chicago uraufgeführt und spaltete die Kritik. Während einige Kritiker ihn als makellosen Film, „der die klassische Symbiose von Tönen, Licht, Farben und exzellenter Kameraarbeit verkörpert und mit überzeugenden Schauspielern und einer Regie, die immer weiß, was sie will“ lobten, sahen andere einen Film, „der nichts Wesentliches über John Dillinger erzählt, nicht besonders spannend ist und dem Genre des Gangsterfilms zwar eine eigene Ästhetik, aber keine Vision abgewinnt“.
Im Mai 2013 begannen die Dreharbeiten zu Manns Film Blackhat, der den Cyber-Terrorismus thematisiert und in dem Chris Hemsworth die Hauptrolle spielt. Der Film fiel bei der Kritik nahezu ausnahmslos durch und floppte auch an den Kinokassen.
Anfang August 2022 veröffentlichte er zusammen mit Meg Gardiner den Roman Heat 2, der seinen Film Heat aus dem Jahr 1995 fortsetzt und zugleich auch ein Prequel zum Film ist. Das Buch ist Manns Debüt als Autor. Er plant, basierend auf dem Material, auch einen entsprechenden Film zu realisieren.

## Stil
Viele seiner Werke zeichnen sich durch einen charakteristischen visuellen Stil aus. So legt Michael Mann sehr viel Wert auf die Kameraarbeit und nimmt oft selbst die Kamera in die Hand. So filmte er zum Beispiel in Heat etwa 60 Prozent des Films selbst. Seit seinem Film Collateral aus dem Jahr 2004 dreht er seine Filme mit digitalen Kinokameras im hochauflösenden Videoformat HD.
Auf der Plattform Current werden Manns Filme als „üppige Kino-Effekte, mit einer Farbenpalette in Pastell-Tönen, pulsierenden Rock- und Soul-Soundtracks, hyperkinetischen Kameraläufen und Filmschnitten, kombiniert mit einer an Andy Warhol und Roy Lichtenstein erinnernden Ästhetik“ bezeichnet.

## Auszeichnungen
Michael Mann erhielt als „Nobody“ völlig überraschend 1971 beim Filmfestival von Cannes für seinen Kurzfilm Jaunpuri den Sonderpreis der Jury.
Für seinen ersten Film als Regisseur, Ein Mann kämpft allein, erhielt er 1979 einen Emmy. Zudem wurde ihm vom Directors Guild der Best Directors Award verliehen. Der Film brachte ihm auch Aufmerksamkeit in Hollywood.
Für Insider erhielt Mann unter anderem diverse Preise von der Filmkritikervereinigung aus L.A. und dem National Board of Review und einen Preis für die Verteidigung der Meinungsfreiheit.
1990 bekam er einen Emmy Award für The DrugWars.
Für seinen 2004 erschienenen Film Collateral erhielt Mann einen National Board of Review Award.
Sein Film Heat wurde von den Nutzern der IMDb in deren Liste der 250 besten Filme auf Platz 112 gewählt (Stand: Februar 2024).
2004 erhielt Michael Mann einen Hollywood Film Award und wurde zum Director of the Year ernannt.
Total Film platzierte Mann auf Rang 28 der 100 größten Regisseure aller Zeiten. Sight & Sound gaben ihm Platz 5 auf ihrer Liste der zehn besten Regisseure der letzten 25 Jahre, Entertainment Weekly platzierte Michael Mann auf Platz 8 der 25 besten aktiven Filmregisseure.

## Filmografie

### Als Regisseur
- 1970: Jaunpuri (Kurzfilm)
- 1972: 17 Days Down the Line (Dokumentar-Kurzfilm)
- 1979: Ein Mann kämpft allein (The Jericho Mile, Fernsehfilm)
- 1981: Der Einzelgänger (Thief)
- 1983: Die unheimliche Macht (The Keep)
- 1986: Blutmond (Manhunter)
- 1989: Showdown in L.A. (L.A. Takedown, Fernsehfilm)
- 1990: The Drug Wars: The Camarena Story (Fernsehserie)
- 1992: Der letzte Mohikaner (The Last of the Mohicans)
- 1995: Heat
- 1999: Insider (The Insider)
- 2001: Ali
- 2004: Collateral
- 2006: Miami Vice
- 2009: Public Enemies
- 2011: Luck (Fernsehserie, 1 Episode)
- 2015: Blackhat
- 2022: Tokyo Vice (Fernsehserie, 1 Episode)
- 2023: Ferrari

### Als Drehbuchautor
- 1975–1977: Starsky & Hutch (Starsky and Hutch)  (Fernsehserie, 4 Episoden)
- 1976: Bronk (Fernsehserie, 2 Episoden)
- 1978–1981: Vegas (Fernsehserie, 69 Episoden)
- 1979: Ein Mann kämpft allein (The Jericho Mile, Fernsehfilm)
- 1980: Swan Song (Fernsehfilm)
- 1981: Der Einzelgänger (Thief)
- 1983: Die unheimliche Macht (The Keep)
- 1986: Blutmond (Manhunter)
- 1986–1988: Crime Story (Fernsehserie, 8 Episoden)
- 1989: Showdown in L.A. (L.A. Takedown) (Fernsehfilm)
- 1992: Der letzte Mohikaner (The Last of the Mohicans)
- 1995: Heat
- 1999: Insider (The Insider)
- 2001: Ali
- 2006: Miami Vice
- 2009: Public Enemies
- 2023: Ferrari

### Als Produzent
- 1992: Der letzte Mohikaner (The Last of the Mohicans)
- 1995: Heat
- 1999: Insider (The Insider)
- 2001: Ali
- 2004: Aviator (The Aviator)
- 2006: Miami Vice
- 2007: Operation: Kingdom (The Kingdom)
- 2008: Hancock
- 2011: Texas Killing Fields – Schreiendes Land (Texas Killing Fields)
- 2015: Blackhat
- 2023: Ferrari

### Als Ausführender Produzent
- 1985–1989: Miami Vice (Fernsehserie, 111 Episoden)
- 1986–1988: Crime Story (Fernsehserie, 4 Episoden)
- 1967–1968: Police Story (Fernsehserie, 4 Episoden)
- 1989: Showdown in L.A. (L.A. Takedown) (Fernsehfilm)
- 2011–2012: Luck (Fernsehserie, 10 Episoden)
- 2022: Tokyo Vice (Fernsehserie)